# Lavalleja (departman)
Departman Lavalleja departman je u jugoistočnom dijelu Urugvaja. Graniči s departmanom Treinta y Tres na sjeveru, Rochom na istoku, Canelones i Maldonadom na jugu i Floridom prema zapadu. Sjedište departmana je grad Minas. Prema popisu stanovništva iz 2011. godine, departman ima 58.815 stanovnika. Departman je nazvana u čast brigadira Juana Antonija Lavalleje.

## Stanovništvo i demografija
Prema popisu stanovništva iz 2011. godine na području departmana živi 57.088 stanovnika (28.216 muškaraca i 28.872 žene) u 23.023 kućanstava.
- Prirodna promjena: 0.085 ‰
  - Natalitet: 13,29 ‰
  - Mortalitet: 10,23 ‰
- Prosječna starost: 35,6 godina
  - Muškarci: 34,4 godina
  - Žene: 37,0 godina
- Očekivana životna dob: 77,47 godine
  - Muškarci: 73,59 godine
  - Žene: 81,26 godine
- Prosječni BDP po stanovniku: 9.986 urugvajskih pesosa mjesečno

- Izvor: Statistička baza podataka 2010.[2]

| Grad                  | Stanovništvo |
| --------------------- | ------------ |
| Minas                 | 38.446       |
| José Pedro Varela     | 5.118        |
| Solís de Mataojo      | 2.825        |
| José Batlle y Ordoñez | 2.203        |
| Mariscala             | 1.626        |

| Naselje  | Stanovništvo |
| -------- | ------------ |
| Pirarajá | 713          |
| Zapicán  | 553          |

## Vanjske poveznice
- (šp.) Departman Lavalleja - službene stranice